# チルド飲料
チルド飲料（チルドいんりょう）は、製造から流通・販売の過程まで、0℃～10℃の冷蔵状態で管理される加工飲料商品。ただし、加工していない牛乳や低脂肪乳、チルドビール等の酒類は、この語の範疇に含めないことが多い。

## 包装技術
通常、缶やペットボトルにパッケージされた清涼飲料水は、常温での保存が可能なように缶詰、瓶詰後に加圧加熱殺菌や殺菌後無菌充填を行った上、ビタミンCなどを酸化防止剤的に使用している。これらの影響で、味や風味が落ちたりする場合もあり、難点とされていた。
チルドパック飲料用容器は調合した果実飲料等を瞬間的に殺菌冷却充填（5℃以下）し、それを低温下（10℃以下）で流通保管できるようにしたものである。
日本でも、時代の変化と共に消費者のニーズも多様化し、手軽に美味しい飲料を、安全に摂取したいというニーズが高まって来た。殺菌処理方法によっては、加熱殺菌の温度が高いことにより風味が落ちたりする場合もあり、その対応法として製造から流通・販売に至るまで冷蔵状態で管理することを前提に、風味が落ちにくい製法や殺菌方法が2000年代以降において開発され製造工程に取り入れたり、保存料も使わないか量を減らすことにより、より味の良い飲料を提供するための工夫が行われていることから、チルド飲料は近年売上を伸ばしている。
この背景には、全国に広がるコンビニエンスストアのチェーンの発達、冷蔵輸送手段の発達など、製造から小売りまでフルタイムで冷蔵保管ができる流通網が完成されていることや、コンビニエンスストア等のサプライ・チェーン・マネジメントが進歩していることを挙げることができる。元々牛乳は冷蔵保存しなければならない飲料であるため、牛乳の流通網を用いることができる牛乳メーカーは、かなり以前からこの分野で強みをもっており、一部の乳飲料、ヨーグルト飲料、果汁飲料などのチルド飲料は以前から国民的定番商品となっている。しかし、市場ニーズの多様化により、この分野に清涼飲料水メーカーの参入や乳製品メーカーとの提携が相次ぎ、カフェラテや新しいタイプの乳酸菌飲料など、その商品数とバリエーションは増加傾向にある。
チルドパック飲料用容器には熱による品質劣化を抑えることができるという利点がある。ただし、チルドパック飲料容器にも酸素透過等による品質劣化は生じるため保存性はおおよそ2週間程度である。

## チルドカップコーヒー
プラスチックカップに入ったコーヒー飲料で、封入した蓋の上にもう一つプラスチックの蓋を被せた容器が多く用いられる（この容器自体は、コーヒー以外にも用いられる）。ただし小売店のプライベートブランドなど比較的低価格の商品ではプラスチックの蓋を省略する場合がある。内容量は、200～300ml程度。添付されたストローで飲むのが普通だが、内蓋を剥がして完全に開封することもできる。また、今日では研究開発がなされプラスチックカップ以外に、アルミカップを利用したものもある。
食品衛生法で殺菌処理を定められており、コーヒー液とミルク液をブレンドしてから一括処理、もしくは個々で処理した後にブレンドしてから容器詰めする方式を採用しており、スチール缶などの缶容器に入れた状態で処理するため、容器素材の影響で独特の香りを発生してしまう缶コーヒーと比べ、コーヒー分やミルク分の素材の香りやフレッシュ感を高く保てる利点がある。
1993年に森永乳業が発売開始した「マウントレーニア カフェラッテ」が最初で、2006年時点でも同シリーズが市場の5割を占めている。
2005年9月にスターバックスとサントリーの共同開発で、「シアトル（ラテ）」「ミラノ（エスプレッソ）」の2商品が首都圏限定で発売された（後に販売地域は拡大）。マウントレーニアのラインナップに対して5割程度割高に価格設定されている。発売時には取扱店舗における単品の販売金額ベースで、マウントレーニア等を越えそれぞれ1位・2位を記録した。マウントレーニアシリーズの販売自体は落ちず、既存の売上に上乗せする形で新たな購買層が開拓されている。
2007年5月中旬に伊藤園とタリーズコーヒージャパンの共同開発で、「バリスタズ スペシャル」の2商品「LATTE（ラテ）」「BLACK（ブラック）」 を1都6県（関東地方）限定で発売。
また、同月下旬にコカ・コーラ初の「パティシオーレ」2商品「カフェオーレ」「ショコラカフェ」が東京都内（町田市を除く）限定で発売された（のちに販売地域は拡大）。この製品において、業界初のアルミカップ容器が採用された。

## 主なチルド飲料メーカー
- 明治乳業
  - 乳飲料、「ブルガリアヨーグルト」ブランドのヨーグルト飲料、「ミニッツ・メイド（コカ・コーラの商標）」ブランドの果汁飲料など。
- 森永乳業
  - 乳飲料、果汁飲料、コーヒー飲料など。「マウント・レーニア」ブランドのカフェラテは高付加価値チルド飲料の先駆けと言える。
- グリコ乳業
  - カフェオレ、果汁飲料、乳飲料など。幼児向け飲料のラインナップが特徴的。
- 日本ミルクコミュニティ
  - 乳飲料、コーヒー飲料など。
- オハヨー乳業
- 協同乳業
- 小岩井乳業（キリンビバレッジと資本・業務提携）
- カゴメ
  - 野菜・果汁飲料。植物性乳酸菌の飲料など。
- アサヒ飲料
- ヤクルト本社
  - 乳酸菌飲料が中心。ヤクルト、ジョアなど。
- サントリー（製造：タカナシ乳業）
  - スターバックスと提携し、チルドのカフェラテ、及びカプチーノ等のエスプレッソドリンクを展開。
- 伊藤園
  - タリーズコーヒーを傘下に収め、同ブランドのカフェラテ、ブラックコーヒーでスターバックスに対抗。
- コカ・コーラ
  - コーヒー飲料「パティシオーレ（PATISSIOLLE）」で参入。
- 味の素AGF（AGF）
  - 「ブレンディ チルドカップ」シリーズなどのコーヒー飲料が中心。
- エルビー
  - コンビニ向けお茶・コーヒー飲料・果汁飲料が中心